# Sage Watson
Sage Watson (Medicine Hat, 20 giugno 1994) è un'ostacolista e velocista canadese.

## Palmarès
| Anno | Manifestazione          | Sede           | Evento   | Risultato  | Prestazione | Note                                     |
| ---- | ----------------------- | -------------- | -------- | ---------- | ----------- | ---------------------------------------- |
| 2011 | Mondiali allievi        | Lilla          | 400 m hs | 8ª         | 1'01"04     |                                          |
| 2011 | Mondiali allievi        | Lilla          | Svedese  | Bronzo     | 2'05"72     |                                          |
| 2012 | Mondiali juniores       | Barcellona     | 400 m hs | Semifinale | 58"04       |                                          |
| 2012 | Mondiali juniores       | Barcellona     | 4×400 m  | 6ª         | 3'37"84     |                                          |
| 2015 | Giochi panamericani     | Toronto        | 400 m hs | Batteria   | 58"36       |                                          |
| 2015 | Giochi panamericani     | Toronto        | 4×400 m  | Bronzo     | 3'27"74     |                                          |
| 2015 | Mondiali                | Pechino        | 400 m hs | Semifinale | 56"38       |                                          |
| 2015 | Mondiali                | Pechino        | 4×400 m  | 8ª         | 3'27"69     |                                          |
| 2016 | Giochi olimpici         | Rio de Janeiro | 400 m hs | Semifinale | 55"44       |                                          |
| 2016 | Giochi olimpici         | Rio de Janeiro | 4×400 m  | 4ª         | 3'26"43     |                                          |
| 2017 | Mondiali                | Londra         | 400 m hs | 6ª         | 54"92       |                                          |
| 2018 | Giochi del Commonwealth | Gold Coast     | 400 m hs | 5ª         | 55"55       |                                          |
| 2019 | World Relays            | Yokohama       | 4×400 m  | 4ª         | 3'28"21     |                                          |
| 2019 | Giochi panamericani     | Lima           | 400 m hs | Oro        | 55"16       | Miglior prestazione personale stagionale |
| 2019 | Giochi panamericani     | Lima           | 4×400 m  | Argento    | 3'27"01     |                                          |
| 2019 | Mondiali                | Doha           | 400 m hs | 8ª         | 54"82       |                                          |
| 2019 | Mondiali                | Doha           | 4×400 m  | Finale     | dq          |                                          |
| 2021 | Giochi olimpici         | Tokyo          | 400 m hs | Semifinale | 55"51       |                                          |
| 2021 | Giochi olimpici         | Tokyo          | 4×400 m  | 4ª         | 3'21"84     |                                          |
| 2022 | Mondiali indoor         | Belgrado       | 4×400 m  | Batteria   | 3'31"45     | Record nazionale                         |